# Аеродром Сибињ
Међународни аеродром Сибињ (: , : ) (рум. Aeroportul Internaţional Sibiu) је аеродром који опслужује Сибињ, Румунија. Аеродром је удаљен око 360 km северозападно од главног града Румуније, Букурешта.

## Авио-компаније и дестинације
Следеће авио-компаније користе Аеродром Сибињ (од јануара 2008):
- Карпатер (Темишвар)
- Луфтханза
  - летове обавља Аугсбург ервејз (Минхен, Нирнбург)
- Остријан ерлајнс
  - летове обавља Остријан ероус (Беч)
- Ромавија (Букурешт-Отопени)
- ТАРОМ (Беч, Букурешт-Отопени, Минхен, Тргу Муреш)